# Lena Schuster
Lena Schuster (* 8. Januar 1995 in Landshut) ist eine deutsche Eishockeytorhüterin, die seit 2009 für den ESC Planegg in der Fraueneishockey-Bundesliga spielt.

## Karriere
Lena Schuster stammt aus dem Nachwuchsbereich des EV Landshut, für den sie bis 2011 in der Schüler-Bundesliga spielte. Ab etwa 2009 begann sie, parallel im Frauenteam des ESC Planegg zu trainieren und erhielt in der Saison 2009/10 erste Einsätze in der Elite Women’s Hockey League. Während der Saison 2010/11 debütierte sie für Planegg in der Fraueneishockey-Bundesliga.
Mit dem ESC Planegg gewann sie 2011, 2012, 2013, 2014 und 2017 die deutsche Meisterschaft sowie 2012 und 2015 den DEB-Pokal der Frauen. Hinzu kommen die Siege im EWHL Super Cup 2012 und 2013.
International  war sie zwischen 2009 und 2011 Teil der U15-Juniorinnen-Nationalmannschaft, anschließend bis 2013 Teil der U18-Frauen-Nationalmannschaft. Mit dieser nahm sie 2013 an der U18-Weltmeisterschaft teil, bei der die U18-Auswahl in die Division I abstieg.

## Erfolge und Auszeichnungen
- 2011 Deutscher Meister mit dem ESC Planegg
- 2012 Gewinn des EWHL Super Cups  mit dem ESC Planegg
- 2012 Gewinn des DEB-Pokals  mit dem ESC Planegg
- 2012 Deutscher Meister mit dem ESC Planegg
- 2013 Deutscher Meister mit dem ESC Planegg
- 2014 Deutscher Meister mit dem ESC Planegg
- 2013 Gewinn des EWHL Super Cups  mit dem ESC Planegg
- 2015 Deutscher Meister mit dem ESC Planegg
- 2015 Gewinn des DEB-Pokals  mit dem ESC Planegg
- 2016 Deutscher Vizemeister mit dem ESC Planegg
- 2017 Deutscher Meister mit dem ESC Planegg